# Lista de jogos de computador sobre história
Esta é uma Lista de jogos com tema em história.
Ajude-nos a ampliar esta lista. Procure colocar os títulos em ordem alfabética

## A
- Age of Empires
- Age of Empires II
- Age of Empires III
- Age of Empires III: The Asian Dynasties
- Age of Empires III: The Warchiefs
- Age of Mythology
- Age of Mythology: The Titans
- Ancien Wars: Sparta
- Anno: 1503
- Assassin's Creed
- Atack on Peral Harbor
- Athens 2004

## B
- Batle of Europe
- Batlestations Midway
- Battlefield 1942
- Blazing Angels: Squadrons of WWII
- Black & White
- Black & White 2
- Black & White 2:Battle of the gods
- Beijing 2008
- Big Mutcha Truckers 2
- Brother in Arms

## C
- Caesar
- Caesar II
- Caesar III
- Caesar IV
- Call of Duty
- Call of Duty 2
- Call of Duty 3
- Call of Duty 4: Modern Warfare
- CivCity: Rome
- Civilization
- Civilization II
- Civilization III
- Civilization IV
- Combate Wongs:Batle of Britain
- Command & Conquer Generals
- Command & Conquer Generals Zero Hours
- Command & Conquer 3
- Commandos: Behind Enemy Lines
- Commandos 2: Men of Courage
- Crusader Kings
- Crysis
- Crysis - Warhead

## D
- D-Day
- Doom
- Doom 2
- Doom 3

## E
- Emperor:Rise of the Middle Kingdom
- Empire Earth
- Empire Earth II
- Empire Earth III

## G
- Great Battles of Rome

## H
- Halo: Combat Evolved
- Halo 2
- Half Life
- Half-Life: Blue Shift
- Half-Life: Opposing Force
- Half Life 2
- Half-Life 2: Lost Coast
- Half-Life 2: Episode One
- Half-Life 2: Episode Two
- Half-Life 2: Episode Three

## L
- Liberty or Death

## M
- Master of Atlantis: Poseidon
- Master of Olympus: Zeus
- Medal of Honor: Allied Assault
- Medal of Honor: Pacific Assault
- Medieval Total War
- Medieval II: Total War

## O
- Operation Europe: Path to Victory

## P
- Pharaoh
- Prince of Persia
- P.T.O.

## R
- Rise of Nations
- Rome Total War

## S
- Stronghold Crusaders

## U
- Uncharted Waters

## W
- World in Conflict